# Ljungs kyrka, Bohuslän
Ljungs kyrka är en kyrkobyggnad sedan 2011 i Ljungskile församling (tidigare Ljungs församling) i Göteborgs stift. Den ligger i Ljungskile i Uddevalla kommun.

## Kyrkobyggnaden
Byggnaden, i gotisk stil och ritad av arkitekten Adrian Pettersson, stod klar 1902. Långhuset har ett något utskjutande tvärskepp och koret är tresidigt avslutat. Både den ursprungliga exteriören och interiören förändrades genomgripande vid restaureringen 1950-1951. De röda tegelväggarna putsades då och målades vita. 
Målningarna i korets tak, en bildsvit med Jesu liknelser, har utförts av Gunnar Torhamn och han har också skapat glasmålningarna på de båda fönstren i koret.

## Inventarier
- Predikstolen har daterats till 1634 och härstammar från Ljungs tidigare kyrka.
- Altaruppsatsen är också från 1600-talet och återger den korsfäste Kristus omgiven av Moses och Paulus.
- Dopfunten i trä (1733) kommer även den från den gamla kyrkan.
- Ett dopfat i mässing med bild av Marie bebådelse är troligen importerat till Sverige under 1500-talet.
- Krucifixet är framställt av bildhuggaren Walfrid Andersson.

## Orgel
- Kyrkans första piporgel var byggd 1902 av Thorsell & Eriksson. Den renoverades under 1930-talet av A. Magnusson Orgelbyggeri AB, Göteborg.
- Nuvarande orgel från Hammarbergs Orgelbyggeri AB tillkom 1963. Det är en 2-manualig orgel med mekanisk traktur och registratur och ljudande fasad. Sex äldre orgelstämmor har intonerats om och satts in.

### Disposition
| Huvudverk                             | Bröstverk     | Pedalverk     | Koppel              |  |
| Borduna 16'                           | Rörflöjt 8'   | Subbas 16'    | Bröstverk/huvudverk |  |
| Principal 8'                          | Principal 4'  | Principal 8'  | Huvudverk/pedal     |  |
| Gedackt 8'                            | Gedackt 4'    | Kvinta 5 1/3' | Bröstverk/pedal     |  |
| Oktava 4'                             | Gemshorn 2'   | Flöjt 4'      |                     |  |
| Hålflöjt 4'                           | Nasat 1 1/3'  | Fagott 16'    |                     |  |
| Oktava 2'                             | Scharf II ch. | Trumpet 4'    |                     |  |
| Sesquialtera II ch. (2 2/3' + 1 3/5') | Krumhorn 8'   |               |                     |  |
| Mixtur IV ch.                         | Tremulant     |               |                     |  |